# 羅姆斯島
55°30′46″N 10°47′15″E / 55.51278°N 10.78750°E
羅姆斯島（丹麥語：Romsø），是丹麥的島嶼，位於大貝爾特海峽，處於菲英島沿岸附近，面積1.09平方公里，是170種鳥類的棲息地，該島嶼自1996年無人居住。